# George Temple-Poole
George Thomas Temple-Poole, geboren als George Thomas Temple (Rome, 29 mei 1856 - Darlington, 27 februari 1934), was een Britse architect en ambtenaar die vooral bekend is van zijn werk in West-Australië vanaf 1885. Als Eerste Architect (Engels: 'Principal Architect') tijdens Australiës hoogconjunctuur ten tijde van de goldrush had hij veel invloed op de architectuur en ruimtelijke ordening van voor de federalisering.

## Vroege leven
George Thomas Temple werd geboren in 1856 te Rome. Zijn ouders waren luitenant-kolonel John George Temple en diens vrouw Louisa Mary Poole. Zijn vader kwam invalide terug van de Krimoorlog en stierf kort daarna. Zijn moeder hertrouwde met een aanverwant met dezelfde achternaam en veranderde haar zoons achternaam naar Temple-Poole. George Thomas Temple-Poole liep school aan het Winchester College en werd vervolgens opgeleid tot architect en burgerlijk ingenieur.  Na zijn opleiding ging hij aan de slag bij een Londens architectenbureau en tekende de havenwerken voor de rivier Theems uit. Vervolgens werkte hij twee jaar in Ceylon. George Temple-Poole werd in 1885 benoemd tot hoofdopzichter van openbare werken in West-Australië.

## West-Australië
In 1889 werd Temple-Poole directeur van zijn departement. Het jaar erop werd de ambtenarij gereorganiseerd en werd hij benoemd tot assistent-hoofdingenieur en architect verantwoordelijk voor alle openbare gebouwen. De vondst van goud in West-Australië in die periode zorgde ervoor dat er veel overheidsgebouwen werden opgericht. In 1980 waren vierendertig van de tweehonderd gebouwen waarvoor hij verantwoordelijk was geclassificeerd als erfgoed door de National Trust of Australia. Temple-Poole diende zijn ontslag in 1897 in.
In 1899 keerde Temple-Poole terug naar Perth. Hij voerde vervolgens particuliere ingenieurs- en ontwikkelingsprojecten uit, begon een bedrijf voor de Perth Tramway die in 1899 van start ging en was eigenaar van een tinmijn in Mundijong en een kopermijn in Roebourne. Hij gaf ook lezingen aan de Western Australian Museum and Art Gallery, de Perth Technical School, de University of Western Australia en in het professionele circuit. In 1896 richtte Temple-Poole de Western Australian Institute of Architects op waarvan hij viermaal voorzitter werd. In 1913 werd hij er het eerste erelid voor het leven van. Hij zat ook in de raad van bestuur van Perth Park, het latere Kings Park. Als eerste voorzitter heeft hij er het originele grondplan van uitgetekend.
Temple-Poole was ook kunstschilder. Hij richtte in 1889 de Wilgie Sketching Club op die later zou uitgroeien tot de Western Australian Society of Arts. Als lid van de Town Planning Association tekende hij een plan voor Perth in 1911 en in 1914 zat hij een wereldwijde architectuurwedstrijd voor om de parlementsgebouwen in Canberra te ontwerpen. De Eerste Wereldoorlog stak daar echter een stokje voor. In de jaren 1920 hervatte Temple-Poole een architectenpraktijk, samen met Christian Mouritzen. Temple-Poole was vrijmetselaar en vredesrechter. Hij hielp de Liberal League of Western Australia oprichten.
In 1885 was Temple-Poole getrouwd met Beatrice Hamilton Banger. Het echtpaar kreeg geen kinderen. Banger stierf in 1914. Op 23 december 1918 hertrouwde Temple-Poole met de artieste Daisy Mary Rossi. Ze kregen samen een dochter. De laatste jaren van zijn leven bracht Temple-Poole door in Darlington, een dorpje in de heuvels van de Darling Scarp. Hij stierf op 27 februari 1934, zevenenzeventig jaar oud, en werd begraven op het anglicaanse gedeelte van Karrakatta Cemetery in Perth.

## Nalatenschap
- Vele door hem ontworpen gebouwen worden beschermd door de National Trust.[2]
- De Poole Avenue in Perth werd naar Temple-Poole vernoemd.[2]
- Jaarlijks wordt er een prestigieuze architectuurprijs uitgereikt, de George Temple Poole Award, die naar hem is vernoemd.[3]

- Australian Dictionary of Biography: poole-george-thomas-temple-8076
- International Standard Name Identifier: 0000 0000 6708 0042
- Library of Congress Control Number: n81106250
- Nationale Bibliotheek van Israël: 987007383191005171
- Trove: 1468503
- Union List of Artist Names: 500025184
- Virtual International Authority File: 65332784
- WorldCat: E39PBJrrCJmpmqFcYbtDB6BF8C